# هشام مشیشی
هشام مشیشی (عربی: هشام المشيشي؛ زاده ژانویه ۱۹۷۴) یک سیاست‌مدار اهل تونس است. وی از ۱ سپتامبر ۲۰۲۰ نخست‌وزیر تونس بود که در ۲۵ ژوئیه سال ۲۰۲۱ عزل شد.

## زندگی‌نامه
وی عضو کمیسیون ملی تحقیقات در مورد فساد و اختلاس بود که در سال ۲۰۱۱ تأسیس شد و عبدالفتاح آمور ریاست آن را بر عهده داشت. در سال ۲۰۱۴، وی به عنوان رئیس ستاد در وزارت حمل و نقل منصوب شد، سپس همان پست به‌طور متوالی در وزارتخانه‌های امور اجتماعی و بهداشت عمومی منصوب شد.
وی سپس مدیرکل آژانس ملی کنترل بهداشت و محیط زیست محصولات بود.
در ۱۱ فوریهٔ سال ۲۰۲۰ توسط رئیس‌جمهور کائوس ساعد به عنوان اولین مشاور خود در امور حقوقی منصوب شد، وی در ۲۷ همان ماه به عنوان وزیر کشور در دولت الیس فخفخ منصوب شد.
در تاریخ ۲۵ ژوئیه سال ۲۰۲۰، ساعد در بحبوحه یک بحران سیاسی، وی را به عنوان رئیس دولت منصوب کرد و وظیفه آن تشکیل دولت در یک ماه و جلب اعتماد نمایندگان مردم بود. بعداً، وی مقام خود را در ۱ سپتامبر ۲۰۲۰ به عهده گرفت.